# Leucadendron dubium
Leucadendron dubium är en tvåhjärtbladig växtart som beskrevs av Heinrich Wilhelm Buek och Meissn.. Leucadendron dubium ingår i släktet Leucadendron och familjen Proteaceae. Inga underarter finns listade i Catalogue of Life.